# Ђиразоле (Ољастра)
Ђиразоле (итал. Girasole) је насеље у Италији у округу Нуоро, региону Сардинија.
Према процени из 2011. у насељу је живело 651 становника. Насеље се налази на надморској висини од 9 м.

## Становништво
| 1931. | 1936. | 1951. | 1961. | 1971. | 1981. | 1991. | 2001. | 2011. |
| ----- | ----- | ----- | ----- | ----- | ----- | ----- | ----- | ----- |
| 215   | 263   | 336   | 368   | 528   | 567   | 810   | 946   | 1.191 |